# Estadio Ferroviario Hugo Arqueros Rodríguez
El Estadio Ferroviario Hugo Arqueros Rodríguez, también conocido como Estadio San Eugenio, fue un antiguo recinto deportivo que estaba ubicado en la comuna de Estación Central en el límite con la comuna de Santiago, en Santiago de Chile.

## Historia
Fue inaugurado el 14 de julio de 1941 con una capacidad inicial de 31 000 espectadores, donde hacía de local el tradicional Ferrobádminton, pero después de un gran incendio quedó reducida a una pequeña tribuna para 1220 personas.
El estadio poseía un equipamiento deportivo obrero ejemplar. Construido a partir de 1940 por la Empresa de los Ferrocarriles del Estado (EFE). Hasta 2012 se conservaba a pesar de lo deteriorado de algunas de las estructuras que lo componían.
En él entrenaban equipos de fútbol femenino y masculino, donde las mujeres lograron excelentes resultados deportivos. El centro deportivo era propiedad de EFE y por medio de INVIA se le entregaba en comodato a tres entidades: El Club Deportivo Ferroviarios de Chile, El Club de Tenis Ferroviario y la Usach, que utilizaba la cancha de hockey-patín ubicada en el costado oriente del terreno.

## Ubicación
El estadio estaba ubicado en la ciudad de Santiago de Chile, específicamente en la comuna de Estación Central, en Ramón Subercaseux N°3060 (entre las calles Santa Margarita y San Alfonso).

## Uso
En él jugaban de local el club de fútbol Ferroviarios y transitoriamente el club Deportes Cerro Navia.
En el año 2008 se hizo un proyecto para remodelar el estadio instalando bancas, cambio de césped y aumento de capacidad para este estadio, pero este proyecto nunca se materializó por problemas económicos, de modo que para 2012, el recinto seguía en el mismo estado de abandono desde hacía más de diez años antes.
El 5 de noviembre de 2012 comenzó su demolición. Las obras tardaron alrededor de veinticinco días y actualmente funciona como estacionamiento.